# Pacifički plijenor
}}
Pacifički plijenor (lat. Gavia pacifica) je ptica srednje veličine, član reda plijenora. Moguće je da je konspecifičan sa srednjim plijenorom, kojem jako nalikuje. 
Gnijezdi se u dubokim jezerima i oblastima tundre u Aljaski i sjevernoj Kanadi istočno do Baffinova otoka i u Rusiji na istoku rijeke Lena.
Bez obzira na druge plijenore, ova ptica migrira u velikim jatima. Prezimljava na moru, uglavnom na obali Tihog oceana, ili u velikim jezerima preko šireg raspona, uključujući Kinu, Japan, Sjevernu Koreju, Južnu Koreju, SAD i Meksiko. Nekad zaluta u Grenland, Hong Kong i Veliku Britaniju.
Ima sivu glavu, crno grlo, bijele donje dijelove i kockasti crno-bijeli plašt. Izvan sezone parenja sivlje je boje i ima bijelu bradu i prednji dio vrata. Kljun je sive ili bijelkaste boje i u obliku je bodeža. Za vrijeme i izvan sezone parenja nedostatak bijelih mrlja na bokovima pomaže da se bolje razlikuje od inače jako sličnog žutokljunog plijenora. 

## Vanjske poveznice
|  | Zajednički poslužitelj ima stranicu o temi Gavia pacifica    |
|  | Zajednički poslužitelj ima još gradiva o temi Gavia pacifica |
|  | Wikivrste imaju podatke o taksonu Gavia pacifica             |